# Split/Second Velocity
Split/Second Velocity, connu sous le nom de Split/Second en Amérique du Nord, est un jeu vidéo de course orienté arcade développé par Black Rock Studio et édité par Disney Interactive Studios. Il est sorti sur PlayStation 3, Xbox 360 et PC le 18 mai 2010 aux États-Unis, le 21 mai 2010 en Europe et le 9 septembre 2010 au Japon. Il est également sorti sur iPhone le 22 mai 2010, ainsi que sur PlayStation Portable en novembre 2010.
Il bénéficie d'une compatibilité PlayStation Move sur la version PS3.

## Système de jeu
Le gameplay plonge le joueur au cœur d'une émission de télé-réalité fictive de course où tous les coups sont permis (ou presque) et propose aussi au joueur de manipuler certains éléments du décor, afin de ralentir, voir casser les voitures des différents adversaires par des sortes de bombes ou d'obstacles. Des modes de jeu et circuits pour les évènements sont à choisir. Différents cadeaux sont débloqués au fur et à mesure du jeu, ou par acte(s) commis naturellement.

## Développement
Le 11 mars 2009, Disney a annoncé la production d'un jeu de course nommé Split/Second réalisé par Black Rock Studio. Le 24 février 2010, Disney officialise la sortie de Split Second pour le 18 mai 2010 aux États-Unis, le 21 mai 2010 en Europe et pour le 9 septembre 2010 au Japon.
Du fait de son important succès, une suite de Split/Second avait été prévue mais le projet fut ensuite annulé.